# Mike Westbrook
Mike Westbrook (* 21. března 1936) je anglický jazzový klavírista a hudební skladatel. Narodil se ve městě High Wycombe a vyrůstal v Torquay. Studoval malířství a svou první kapelu založil koncem padesátých let. Roku 1962 se usadil v Londýně, kde zanedlouho začal vystupovat v klubu Ronnie Scott's Jazz Club. Své první album vydal roku 1967 na značce Deram Records a následovala jej řada dalších. Během své kariéry spolupracoval s mnoha hudebníky, mezi které patří například Dominique Pifarély, Chris Biscoe nebo John Surman. Jeho manželkou je hudebnice a výtvarnice Kate Westbrook.